# ケーニヒ (戦艦)
ケーニヒ（SMS König）は、ドイツ帝国海軍の弩級戦艦。ケーニヒ級戦艦のネームシップであり，名前はドイツ語で「王」を意味する「König」に由来する。ケーニッヒともいう。

## 建造の背景
1910年代、主要各国は次々と弩級戦艦の建造に着手し，ドイツ海軍はそれまで配備していた前弩級戦艦であるブランデンブルク級戦艦の退役を余儀なくされた。
その代替として、1911年度海軍計画においてケーニヒ級戦艦3隻（ケーニヒ、グローサー・クルフュルスト、マルクグラーフ）の建造が承認された。
同時期に建造されていた英海軍の超弩級戦艦「オライオン」の存在を念頭に置いた設計であり、ドイツ海軍の保有する「カイザー級戦艦」の改良も兼ねられている。
また、建造中に英独間の緊張が急速に高まったために、建造終了後に行われる最終公試は省略されている。

## 特徴
ケーニヒ級戦艦はドイツにおいてカイザー級に続く第四世代弩級戦艦とし建造されており、一部でカイザー級を踏襲しながらも当時の最新の技術を盛り込んだ設計となっている。
防御方式に関してカイザー級から大きな変更はない。
しかし，主砲配置が大きく変更されており、主砲塔3基が中心線上、2基が舷側に面して配置されている（アン・エシュロン砲塔配置）カイザー級戦艦に対し，ケーニヒ級戦艦は5基の主砲塔全てが中心線上に配置されており、主砲射界の大幅な向上に成功している。
また、カイザー級では1基であった艦首主砲塔が、ケーニヒ級では2基の主砲塔が背負式で配置されている。
これにより、敵艦と正対した際の砲火力を向上することができた。
なお、中央のプロペラシャフトにディーゼルエンジンを使用して航続距離を伸ばすことも企図されていたが、ディーゼルの開発が予想よりも難航したため、カイザー級に引き続き蒸気機関を採用した。

## 性能諸元

### 砲門
(主砲は後日記載予定)
副砲の1908年式15cm SK L/45砲14門は、殆どが砲郭に個別に搭載され、俯仰角20°〜-7°、最大射程14.9kmで、すべての操作において人力を必要とした。発射速度は9〜12秒/発ほどであった。
8.8cm SK L/45速射砲6門は俯仰角25°〜-10°、最大射程は14.1kmで、発射速度は4秒/発ほどであった。
また当時の主力艦の慣例に習い、50cmの水中魚雷発射管を艦首に1基、各舷に2基装備していた。

### 装甲
装甲帯は、機関部と弾薬庫を保護する中央部で厚さ35cmのクルップ鋼で、前方は18cmから12cmの鋼板で構成された。水平防御は、中央部では10cm、艦首と艦尾では4cmの甲板で構成された。主砲塔は側面が30cm、天板が11cm、副砲防楯は15cmの装甲厚があった。前檣楼側面は30cmの装甲で保護されていた。

## 艦歴
ドイツ帝国海軍は、仮想敵国であるイギリスの急速な海軍拡大に追いつく必要があったため、1911年10月の起工から急ピッチで建造が進められ、17ヶ月で船体が完成し、1914年に就役した。同時期に完成した他3隻のケーニヒ級戦艦と共に大洋艦隊に編成され、
その後すぐに第一次世界大戦が勃発し、1916年に生起したユトランド沖海戦に参加。イギリス海軍との戦闘に艦隊の先頭艦として参加し、敵艦に向け主砲弾167発を発射。命中数はわかっていないが、結果として海戦に勝利した。
ただし、この戦闘で英海軍の13.5インチ（約34.3cm）砲弾9発(10発とも)を被弾し、大破という損害を被っている。
その後修理を経て，1917年10月17日にはバルト海の戦いに参加。バルト海のリガ湾に展開し、ロシア・バルチック艦隊と交戦、前弩級戦艦「スラヴァ」を自沈に追い込む。
第一次世界大戦の終戦後、ドイツは全軍が投降し、大洋艦隊も例に漏れず投降した。その後、英海軍の指示で、オークニー諸島のスカパ・フローに回航され、1918年11月11日に同地に係留される。
ドイツ海軍のルートヴィヒ・ヴァン・ロイター提督は、大洋艦隊の艦艇が英国に接収されることを恐れ，同艦隊に所属するすべての艦艇を自沈させることを決定した。1919年6月21日、見張りを行う英艦隊が演習のために外洋に出ている際に自沈は実行に移され、英国艦隊が阻止を試みるも失敗、ケーニヒは大洋艦隊の他の大多数の艦艇と共に沈没した。